# Torre del Reloj (Tirana)

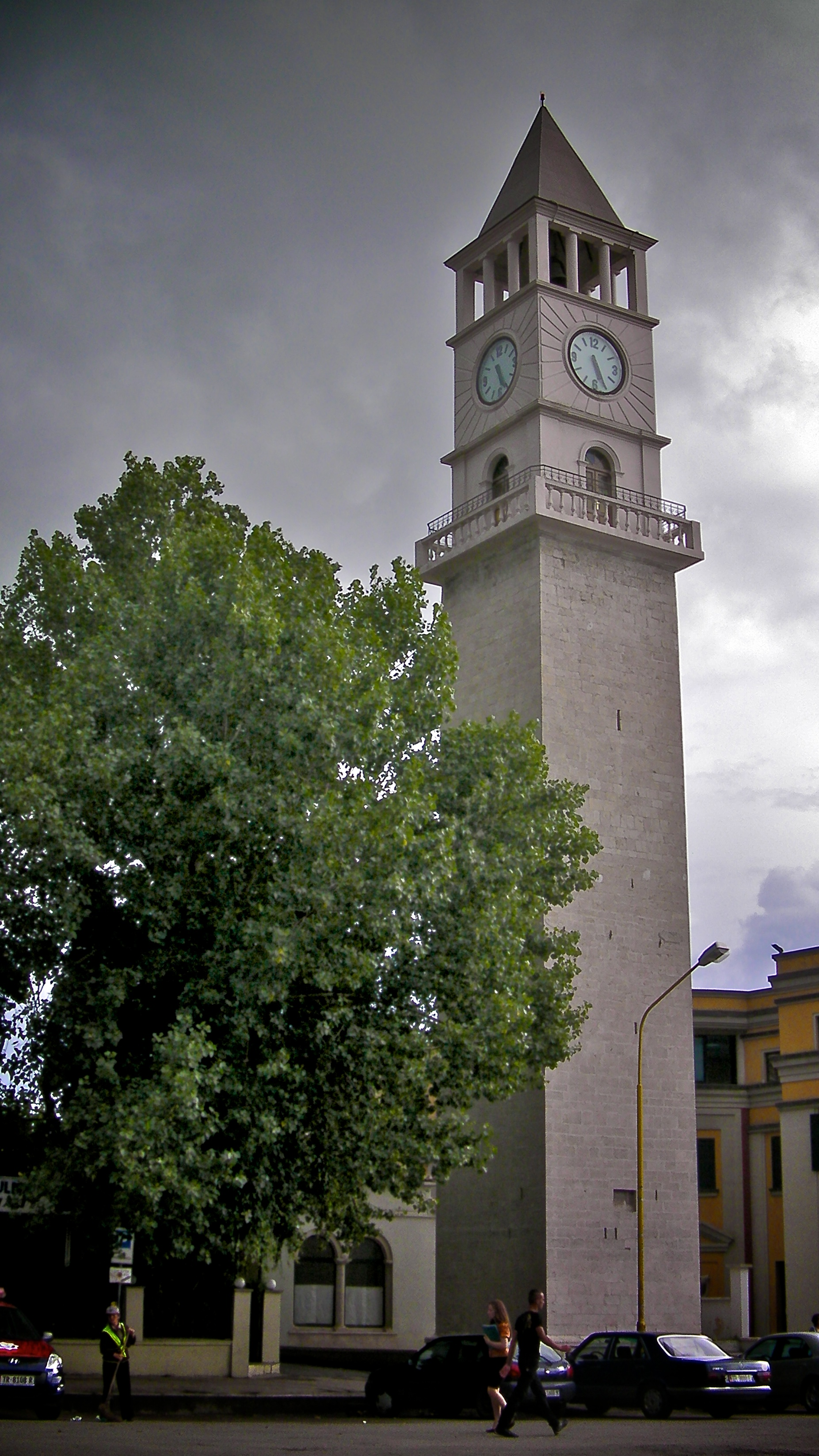
La Kulla e Sahatit de Tirana.

La Torre del Reloj de Tirana, Albania,  (en albanés, Kulla e Sahatit), fue levantada en 1822, por orden de Haxhi Et'hem Bey. En su interior existe una escalera con 90 peldaños en espiral que permite ascender a su cima. De 35 metros de alto, fue, en el momento de su construcción, el edificio más alto de Tirana.
Tuvo una campana procedente de Venecia, que marcaba las horas. El reloj fue reemplazado en 1928, tras la Segunda Guerra Mundial, y de nuevo en 1970. La torre fue restaurada en 1981 y 1999, y en la actualidad, está siendo restaurada desde 2010.
Aparece en el escudo de armas de Tirana.